# Salvatore Cascio
Salvatore Cascio (ur. 8 listopada 1979 w Palermo) – włoski aktor dziecięcy.
Najbardziej pamiętną rolę zagrał w filmie Kino Paradiso (1988) w reżyserii Giuseppe Tornatore, gdzie wcielił się w postać małego Salvatore. Za tę rolę otrzymał nagrodę BAFTA dla najlepszego aktora drugoplanowego.
Po roku 2005 nie kontynuował kariery aktorskiej. Ostatnim filmem, w którym wystąpił był Ojciec nadziei.

## Filmografia
- 2005: Ojciec nadziei (Padre Speranza) – Nino
- 1992: Jackpot – Cosimo
- 1991: Ten papież musi umrzeć (Pope Must Die, The) – Paulo
- 1990: Opowieść roznoszącego zarazę (Diceria dell'untore) – Anselmo
- 1990: C'era un castello con 40 cani – Tom
- 1990: Wszyscy mają się dobrze (Stanno tutti bene) – Alvaro
- 1988: Cinema Paradiso (Nuovo cinema Paradiso) – Salvatore „Toto” (dziecko)